# Pseudoclonistria
Pseudoclonistria is een geslacht van Phasmatodea uit de familie Diapheromeridae. De wetenschappelijke naam van dit geslacht is voor het eerst geldig gepubliceerd in 2010 door Langlois & Lelong.

## Soorten
Het geslacht Pseudoclonistria is monotypisch en omvat slechts de volgende soort:
- Pseudoclonistria royi Langlois & Lelong, 2010